# Lina Gjorčeska
Lina Gjorčeska (Tetovo, 3. kolovoza 1994.) makedonska je tenisačica. Natječe su u pojedinačnoj konkurenciji i parovima.
Osvojila je 9 ITF turnira u pojedinačnoj i 36 u konkurenciji parova.
Najveći uspjeh na WTA turnirima ostvarila je plasmanom u završnicu Boslkog turnira 2017. godine.
Nastupa za makedonsku Fed Cup reprezentaciju. Trenutačno drži omjer od 5 pobjeda i 1 poraza.

## Vanjske poveznice
- Profil  Arhivirana inačica izvorne stranice od 10. travnja 2018. (Wayback Machine) na stranicama ITF-a
- Profil na stranicama WTA-e